# 外貝加爾哥薩克
外貝加爾哥薩克（羅馬化：Zabaykal'skoye kazach'ye voysko）是俄羅斯帝國的哥薩克軍團之一，1851年設置於貝加爾湖地區而得名，又稱貝加爾軍團。

## 歷史
隨著俄羅斯帝國的擴張，貝加爾湖地區的哥薩克軍團也在19世紀中葉成立，比起其他早先成立的軍團，外貝加爾的軍團規模要小得多。外貝加爾軍團主要由西伯利亞、布里亞特、埃文基（通古斯）的哥薩克與駐軍構成，也包含了一些農民與礦工。這個軍團的編制包含三個騎兵團，以及三個徒步旅，主要任務在於防守綿長的中俄邊境。外貝加爾哥薩克軍團的首領於1872年起同時兼任外貝加爾州的軍事指揮官，總部設置在赤塔。
20世紀初期，外貝加爾哥薩克有一個半百人隊（polusotnya）執行農村的警戒工作，承平時期大約編成四個騎兵團與兩個營。而在一次大戰期間，外貝加爾哥薩克增加了另一支半百人隊，並擴編為九個騎兵團、四個營、三支預備百人隊。1916年，外貝加爾哥薩克轄有265,000人口，其中14,500人在軍中服役。
外貝加爾哥薩克曾參加鎮壓庚子拳亂、日俄戰爭、第一次世界大戰等，在俄國內戰期間，外貝加爾哥薩克響應了謝苗諾夫與恩琴男爵的白軍，但也有不少較貧困的成員選擇投入紅軍。當內戰落幕後，外貝加爾哥薩克也難逃解散的命運。
外貝加爾哥薩克的代表色是黃色，包含帽帶、肩章與褲子的條紋，制服則是與草原地區哥薩克類似的深綠色，搭被藍灰色的馬褲；肩章的數字代表所屬的團，他們偶爾也會穿戴羊毛高帽。1908年起，外貝加爾哥薩克的制服統一改為與俄國騎兵相同的卡其色，但仍保留了黃色的肩帶與滾邊。